# Ключівська сільська рада (Шадрінський район)
Ключівська́ сільська рада (рос. Ключевской сельский совет) — сільське поселення у складі Шадрінського району Курганської області Росії.
Адміністративний центр — село Ключі.
Населення сільського поселення становить 1297 осіб (2017; 1274 у 2010, 1226 у 2002).

## Склад
До складу сільського поселення входять:
| Населений пункт | Населення, осіб (2002) | Населення, осіб (2010) |
| --------------- | ---------------------- | ---------------------- |
| Ключі, село     | 661                    | 681                    |
| Прогрес, село   | 565                    | 593                    |